# In principio era la Terra
In principio era la Terra (How the Earth Was Made) è un programma documentaristico statunitense, andato in onda negli USA tra il 2009 e il 2010 su The History Channel. In Italia invece va in onda nel 2012 sul canale del digitale terrestre Focus. È un programma prodotto da Pioneer Productions e distribuito da A&E Television Networks. Il documentario ha prodotto un episodio pilota di due ore e altre due stagioni con 26 episodi di 45 minuti circa.
Il programma si concentra sul mostrare le varie fasi della creazione della Terra o le origini di fenomeni geologici che accadono ancora oggi, spiegandone la creazione. Vengono mostrati anche elementi naturali conosciuti attualmente come vulcani, fosse e altro.

## Puntate

### Prima stagione
In Italia la stagione con l'episodio pilota è stata trasmessa in prima TV pay dal 7 dicembre 2009 al 1º marzo 2010, non rispettando l'ordine (per vederlo cliccare la colonna della data).
| #  | N° | Titolo originale           | Titolo italiano                | Prima TV originale | Prima TV Italia  |
| -- | -- | -------------------------- | ------------------------------ | ------------------ | ---------------- |
| 1  | 1  | San Andreas Fault          | Faglia di Sant'Andrea          | 10 febbraio 2009   | 1º febbraio 2010 |
| 2  | 2  | The Deepest Place on Earth | La fossa delle Marianne        | 17 febbraio 2009   | 14 dicembre 2009 |
| 3  | 3  | Krakatoa                   | Nel cuore di Krakatoa          | 24 febbraio 2009   | 26 gennaio 2010  |
| 4  | 4  | Loch Ness                  | I misteri di Lochness          | 3 marzo 2009       | 18 gennaio 2010  |
| 5  | 5  | New York                   | New York preistorica           | 10 marzo 2009      | 8 febbraio 2010  |
| 6  | 6  | Driest Place on Earth      | Il deserto più arido del mondo | 17 marzo 2009      | 21 dicembre 2009 |
| 7  | 7  | Great Lakes                | La terra dei laghi             | 24 marzo 2009      | 11 gennaio 2010  |
| 8  | 8  | Yellowstone                | Il super vulcano               | 31 marzo 2009      | 22 febbraio 2010 |
| 9  | 9  | Tsunami                    | L'ultimo tsunami               | 7 aprile 2009      | 15 febbraio 2010 |
| 10 | 10 | Asteroids                  | I segreti degli asteroidi      | 14 aprile 2009     | 4 gennaio 2010   |
| 11 | 11 | Iceland Volcano            | Fiumi di lava e ghiaccio       | 21 aprile 2009     | 28 dicembre 2009 |
| 12 | 12 | Hawaii                     | La distruzione delle Hawaii    | 28 aprile 2009     | 1º marzo 2010    |
| 13 | 13 | The Alps                   | Le Alpi                        | 5 maggio 2009      | 7 dicembre 2009  |

### Seconda stagione
In Italia la stagione è stata trasmessa in prima TV pay dal 13 settembre 2010 al 6 dicembre 2010, non rispettando l'ordine (per vederlo cliccare la colonna della data).
| #  | N° | Titolo originale           | Titolo italiano                | Prima TV originale | Prima TV Italia   |
| -- | -- | -------------------------- | ------------------------------ | ------------------ | ----------------- |
| 1  | 14 | The Grand Canyon           | Gran Canyon                    | 24 novembre 2009   | 20 settembre 2010 |
| 2  | 15 | Vesuvius                   | Il Vesuvio                     | 1º dicembre 2009   | 13 settembre 2010 |
| 3  | 16 | Birth of the Earth         | La genesi                      | 8 dicembre 2009    | 4 ottobre 2010    |
| 4  | 17 | Sahara                     | Il Sahara                      | 15 dicembre 2009   | 18 ottobre 2010   |
| 5  | 18 | Yosemite                   | Il regno delle sequoie giganti | 22 dicembre 2009   | 25 ottobre 2010   |
| 6  | 19 | The Rockies                | Le montagne rocciose           | 22 dicembre 2009   | 1º novembre 2010  |
| 7  | 20 | Ring of Fire               | L'anello di fuoco              | 12 gennaio 2010    | 8 novembre 2010   |
| 8  | 21 | Everest                    | L' Everest                     | 19 gennaio 2010    | 11 ottobre 2010   |
| 9  | 22 | Death Valley               | La valle della morte           | 26 gennaio 2010    | 27 settembre 2010 |
| 10 | 23 | Mt. St. Helens             | La minaccia del vulcano        | 2 febbraio 2010    | 15 novembre 2010  |
| 11 | 24 | Earth's Deadliest Eruption | Eruzione fatale                | 9 febbraio 2010    | 22 novembre 2010  |
| 12 | 25 | America's Ice Age          | L'era glaciale                 | 16 febbraio 2010   | 29 novembre 2010  |
| 13 | 26 | America's Gold             | Eldorado                       | 2 marzo 2010       | 6 dicembre 2010   |